# Kali Linux
Kali Linux è una distribuzione GNU/Linux basata su Debian, pensata per l'informatica forense e la sicurezza informatica, in particolare per effettuare penetration testing. Creata e gestita dal gruppo Offensive Security, è considerato il successore di Backtrack, con l'aggiornamento della distribuzione di tipo rolling. La release 2025.1a del 19 marzo 2025 è la versione più recente.

## Descrizione
Kali offre agli utenti un semplice accesso ad una larga collezione di tools per la sicurezza dal port scanning ai password cracker. La sua GUI è Xfce, ma ne esistono altre versioni con KDE, MATE, GNOME 3 o LXDE. Supporta live CD e live USB, questa funzionalità offre agli utenti l'avvio di Kali direttamente da CD/USB senza bisogno di installazione, anche se nelle opzioni è presente la possibilità di installazione sul disco rigido.
È una piattaforma supportata per Metasploit-Framework di Metasploit Project (sviluppato da rapid7), uno strumento per lo sviluppo e l'esecuzione di scanner ausiliari, exploit e payloads verso macchine da remoto o verso macchine appartenenti alla propria LAN. Contiene anche altri programmi di sicurezza come Wireshark, John the Ripper, Mimikatz, Nmap, Aircrack-ng, Hashcat ecc...
Oltre alle consuete versioni per processori x86 e AMD64, ne esiste una variante più leggera e ottimizzata per i processori ARM, concepita per poter essere facilmente utilizzata su computer single-board quali il Raspberry Pi.

## Strumenti principali
Kali Linux include una serie di strumenti relativi alla sicurezza, fra cui:
- Aircrack-ng
- Autopsy
- Armitage
- Burp suite
- BeEF
- Cisco Global Exploiter
- Ettercap
- Ghidra
- Hashcat
- John the Ripper
- Kismet
- Lynis
- Maltego
- Metasploit
- Nmap
- Nikto
- OWASP ZAP
- Social engineering tools
- Sqlmap
- Wireshark
- WPScan
- Nessus
- Zenmap
- Hydra
- Reverse engineering toolkit
- Foremost
- Volatility
- VulnHub